# 44 Nysa
A 44 Nysa egy igen jó fényvisszaverő képességű kisbolygó a kisbolygóövben. Egy kisbolygócsaládnak is névadója. Színképe alapján az E típusú aszteroidák közé tartozik.

## Fölfedezése, fizikai tulajdonságai
A Nysát H. M. S. Goldschmidt fedezte fel 1857. május 27-én. Nevét a görög mitológiából kapta, Nysa mesés vidékéről.
2002-ben a finn Mikko Kaasalainen és munkatársai 63 fénygörbe fölhasználásával rekonstruálták a Nysa alakját. A fénygörbék az Uppsalai Kisbolygó-Fotometriai Katalógusban szerepeltek az elmúlt évtizedek méréseit összegyűjtve. A 44 Nysa alakja kúpos, amit úgy is lehet értelmezni, hogy kísérője van.

## Színképi kapcsolata a 434 Hungaria kisbolygóval
Az E típusú színkép együtt jár a nagy fényvisszaverő képességgel a kisbolygók körében. Ezek a színképi tulajdonságok a meteoritok körében az enszatit kondritok és akondritok (aubrit) jellemzői is, ezért kapcsolat áll fenn ezek között a meteoritok és kisbolygók között is. Ebbe a csoportba tartozik a 434 Hungaria és a Földet is megközelítő (NEA) pályájú 3103 Eger kisbolygó is.

## Az E(III) típusú színképű kisbolygók típusa a Nysáé
Amióta az E típusú kisbolygókat három színképi alcsoportra osztották (Hungaria-szerűek - E(I) típus - Angelina-szerűek - E(II) típus, és Nysa-szerűek - E(III) típus), a Nysa kisbolygó fontosabb szerephez jutott.

## A Nysa-Polana dinamikus család
Pályája szempontjából is egyedi és típusos. A Polana kisbolygóval együtt róluk nevezték el a Nysa-Polana dinamikus családot, amely a kisbolygó övben, a 2,4 - 2,5 CsE távolságban kering. A dinamikus család tagjainak színképe megoszlik az E és az F színképi típus között.